# Crossraguel Abbey
Crossraguel Abbey is (de ruïne van) een benedictijnse abdij, gesticht in de vroege dertiende eeuw door Duncan of Carrick, gelegen aan de zuidzijde van Maybole in het Schotse South Ayrshire. De overblijfselen bestaan onder andere uit delen van de kerk, het klooster, het kapittelhuis, de woontoren van de abt en het poortgebouw.

## Geschiedenis
Crossraguel Abbey heeft als moederhuis Paisley Abbey. De monniken zijn van de benedictijnse orde die zijn oorsprong vond in de Abdij van Cluny in Frankrijk. Duncan of Carrick gaf ergens in 1214-1216, voordat hij graaf van Carrick werd, land aan Paisley Abbey op voorwaarde dat er een abdij zou worden gesticht. In eerste instantie werd er slechts een kapel gebouwd bediend door de monniken van Paisley Abbey. In 1244 werd deze zaak voor de bisschop van Glasgow gebracht, die besloot dat er een abdij moest worden gesticht bij Crossraguel. De nieuwe abdij zou onafhankelijk zijn en mocht zijn eigen abt kiezen, maar Paisley Abbey mocht wel controleren of de regels van Cluny werden nagevolgd.
Paisley Abbey bleef gedurende twintig jaar vruchteloos in beroep gaan tegen deze beslissing. De abdij werd gebouwd en het aantal landerijen nam toe in de eeuwen erna.
In 1250 werd de graaf Duncan of Carrick opgevolgd door zijn zoon Neil of Carrick, wiens dochter huwde met Robert Bruce, grootvader van Robert I van Schotland. Hun zoon, Robert Bruce, erfde door huwelijk het graafschap van Carrick met als middelpunt Turnberry Castle, gelegen acht kilometer ten westen van Crossraguel Abbey. Op die plaats werd vermoedelijk Robert I van Schotland geboren, waardoor de abdij uiteindelijk betrokken werd in de Schots-Engelse oorlogen. De abdij bleef hun graaf van Carrick trouw tijdens deze oorlogen. De dertiende-eeuwse kerk werd ernstig beschadigd, maar werd steeds herbouwd en zelfs uitgebreid met de resten van het schip en de zuidmuur uit de originele, kruisvormige kerk die de kapel had vervangen.

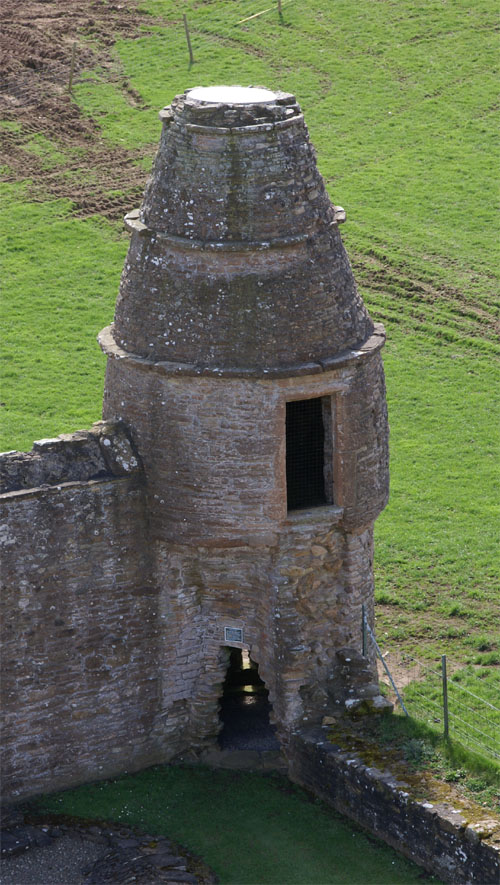
De zestiende-eeuwse duiventil

In 1404 schonk Robert III van Schotland Crossraguel een document dat hun eigendommen bevestigde en hen eigen bestuur gaf. Dit betekende dat de abt alle rechtspraak mocht doen, inclusief de koninklijke rechtspraak over moord, brandstichting, verkrachting en roof. De abt werd hiermee de belangrijkste persoon in Ayrshire.
Eind vijftiende eeuw had de koning het recht tot zich genomen om de abten van de belangrijkste abdijen in het land te nomineren aan de paus. Crossraguel Abbey behoorde hiertoe. In het begin werden niet-geestelijken genomineerd die bij verkiezing tot abt hun geloften deden; later werden leken tot abt.
In 1520 legde William Kennedy, broer van Gilbert, de tweede graaf van Cassilis, zijn geloften af en werd abt. In 1547 volgde diens neef Quintin Kennedy hem op zonder de kloostergeloften af te leggen. Beide Kennedy's breidden de abdij uit. Zo werd de kerk in tweeën verdeeld door een stevige muur om het schip van het koor te scheiden. Het schip werd een Onze-Lieve-Vrouwekapel die werd bezocht door zowel de broeders als leken. Ook een woontoren en een poortgebouw werden in deze tijd gebouwd.
In 1560 werd de mis verboden ten gevolge van de reformatie en moest de abdij worden afgebroken. Hieraan werd geen gehoor gegeven - in 1562 werd de Hoogmis nog steeds gevierd - en de gebouwen leden weinig schade, in tegenstelling tot Paisley Abbey, dat verbrand werd, en Kilwinning Abbey dat tot de grond toe werd afgebroken.
Met de dood van Quintin Kennedy in 1564 eigende de vierde graaf van Cassilis zich de abdij toe en benoemde Alan Stewart als administrateur, die vervolgens de meeste tijd bezig was claims van anderen op de abdij te ontkennen. In 1587 stierf Alan Stewart. De tijd erna waren er nog twee administrateurs, namelijk John Vaus tot ongeveer 1616 en Peter Hewart tot 1617. De abdij ging toen over naar de bisschop van Dunblane. Er woonden toen geen monniken meer in de abdij.

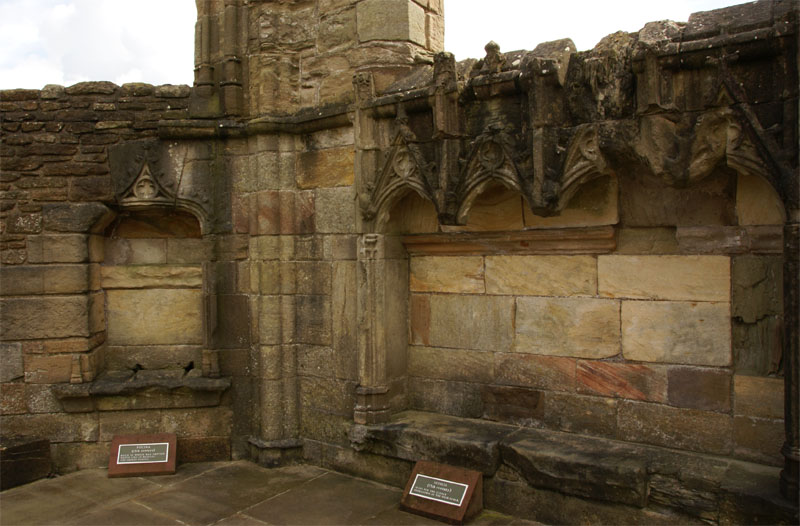
De piscina en sedilia in de kerk

## Bouw
Het schip werd in de zestiende eeuw tot Onze-Lieve-Vrouwekapel doordat er een muur werd gebouwd dat het schip van het koor scheidde. De zuidmuur is dertiende-eeuws. De west- en noordmuren zijn voornamelijk veertiende-eeuws. In de noordoostelijke hoek ligt de tombe van Lady Row uit 1530, die woonde op het nabijgelegen Baltersan Castle.
In de Cluny variant van de benedictijnse regels nam het beste te offeren aan God wat men had de belangrijkste plaats in. Dit uitte zich onder andere in de vorm van rijke decoratie in de kerk waar de kelken voor de mis zich bevonden en werden gewassen (de piscina) en de zetels van de celebranten (sedilia). Het oostelijk uiteinde van het koor is een polygonale apsis, een normale bouwstijl in Europa, maar zeldzaam in Groot-Brittannië. Bisschop Kennedy bouwde een dergelijke apsis in de St. Salvadorskapel in St Andrews.
Het kloostergangen en het kapittelhuis (met bewerkt plafond) zijn grotendeels intact gebleven. Het gros van de oostelijke en zuidelijke gebouwen zijn verdwenen, al zijn fundamenten en delen van de muren nog aanwezig.
Het veertiende-eeuwse abthuis van twee verdiepingen is deels bewaard gebleven; aan de oostzijde van de bijbehorende binnenplaats zou zich de keuken kunnen hebben bevinden. De woontoren van twee verdiepingen, die het abthuis als persoonlijke residentie van de abt verving, stamt uit 1530 en werd gebouwd door William Kennedy.
De zuidelijke binnenplaats bevatte gebouwen zoals schuren, bakhuis en ronde duiventil. Tevens zijn er de fundamenten te zien van vijf kleine huizen, die vermoedelijk dienden in de vijftiende eeuw als privévertrekken van enige broeders of van enige weldoeners van de abdij.
Het poorthuis werd in de vroege zestiende eeuw door abt William Kennedy gebouwd in dezelfde tijd als de woontoren.

## Beheer
Crossraguel Abbey wordt beheerd door Historic Scotland, net als de nabijgelegen Maybole Collegiate Church.